# Nasir Mirza
Nasir Mirza (mort el 1515) fou un príncep timúrida, germà petit de Baber.
Devia ser molt jove quan Baber va recollir la successió del pare Umar Shaykh II a Andijan (juny de 1494). Quan Baber va perdre el poder a Andijan en favor del seu germà Jahangir Mirza i de fet del beg Sultan Ahmad Tambal, mentre estava absent a Samarcanda (octubre de 1497 a febrer de 1498), no se l'esmenta encara (llavors Baber tenia 16 anys i Nasir era més jove, enmig encara hi havia el germà Jahangir Mirza). El 1501 Baber va recuperar Andijan breument però al marxar a Samarcanda el 1502 el governador d'Andijan Ali Dost Toghai va passar la seva lleialtat a Sultan Ahmad Tambal i a Jahangir. Aquest darrer no era deslleial al seu germà sinó que era utilitzat pels begs en la lluita pel poder, i l'havien triat per ser més manejable que Baber, però es va poder escapar del seu beg a la tardor del 1502 quan es va reunir amb el seu germà i probablement llavors Nasir Mirza també va passar a les petites forces d'aquest que rondaven per les muntanyes.
Quan a l'octubre de 1504 Baber va conquerir Kabul li va donar el govern de Ningnahar. Com que hi havia molts a obtenir prebendes i Baber tenia pocs recursos, va fer una expedició (una ràtzia més aviat) al Sind, però Nasir no el va acompanyar i va emprendre una campanya pel seu compte contra la vall del Nur que fou un desastre. El febrer de 1505 es va incorporar a les forces rebels del Badakhxan dirigides per Mubarak Shah, Zubayr Raghi, Jahangir Shah i Muhammad "el mestre d'armes", que el van acceptar amb els braços oberts, i l'estiu l'havien coronat com a rei del Badakhxan; els uzbeks foren derrotats a Shakdan. Però al cap d'uns mesos van esclatar dissensions entre Nasir i els caps rebels i el 1507 aquestos van reunir forces que van avançar pel riu Kotcha i van derrotar a Nasir Mirza a Khamchan (moderna Kuri a 5 km a l'oest de Fayzabad). Nasir va fugir i va arribar a Kabul amb menys de 40 homes.
Després de la conquesta de Kandahar el mateix 1507, Baber li va donar el govern de la ciutat, però les forces locals van fugir al cap d'uns mesos davant els arghuns aliats als uzbeks i Nasir va tornar a Kabul (1508). Llavors fou governador de Gazni on el seu germà Jahangir Mira havia mort feia poc. El 1511 Baber va marxar de Kabul i li va encomanar el govern en la seva absència, que va durar tres anys. Al retorn de Baber al començament del 1514 Nasir Mirza va retornar al govern de Gazni sense posar el menor problema a Baber.
Va morir a Gazni el 1515 i a la seva mort va esclatar una revolta popular de la que no se'n saben les causes però que tenia un ampli suport popular i social, incloent als mongols, a mercenaris mongols que antigament havien lluitat contra Baber, i antics fidels de Baber encapçalats per Mulla Baba de Pashagar (que durant les absències de Baber de Kabul per campanyes, havia governat en alguns moments i era de la seva màxima confiança). Baber hi va anar amb algunes forces i va rebre un contingent de Qambar Ali ibn Qasim Beg, governador de Kunduz, per ajudar-lo, i va derrotar els rebels; molts van fugir a Kaixgar i altres foren fets presoners.